# Nadrauen

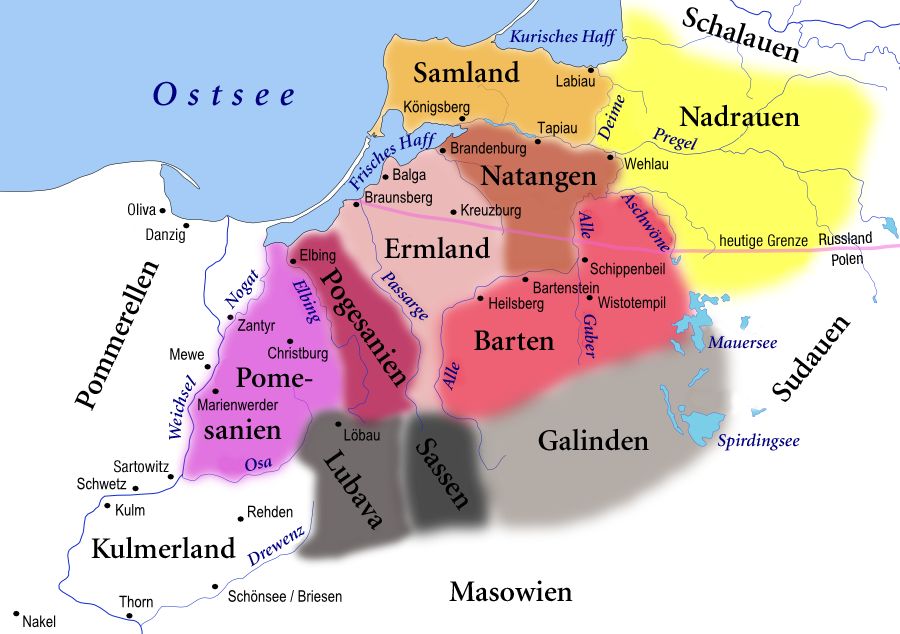
Altpreußische Landschaften und Stämme

Nadrauen, prußisch Nadrawa, litauisch Nadruva, war ein Gau der Prußen/Pruzzen im späteren Ostpreußen. Nadrauen lag östlich der Deime und grenzte also im Westen an das Samland und Natangen, im Norden an Schalauen, im Süden an Barten und Galinden und im Osten an Sudauen. Der Name beschreibt die Landschaft („na-drawa“: da wo es fließt), die geprägt war durch undurchdringliche Urwälder und Sümpfe, feuchte „Grauden“ und lichte „Damerauen“ mit Buschwäldern. Die bedeutendste Stadt dieser Landschaft ist Insterburg.

## Geschichte
Nadrauen wurde von Wehlau ausgehend 1276 vom deutschen Orden erobert. 1275 wurde bereits Kamswykus eingenommen. Ab Mitte des 15. Jahrhunderts kamen auch samogitische und litauische Siedler ins Land und bildeten mit den verbliebenen prußischen Nadrauern (litauisch nadruviai) die sogenannte preußisch-litauische Mischbevölkerung des Gebietes. Nach der „Großen Pest“ Anfang des 18. Jahrhunderts wurde das Land mit Siedlern aus Deutschland, der Schweiz und aus Salzburg wiederbesiedelt, um die Menschenverluste auszugleichen.
Heute liegt Nadrauen auf dem Gebiet der russischen Oblast Kaliningrad.

## Legende
Nach der vom Pseudohistoriker Simon Grunau erfundenen unechten Sage war Nadrau der vierte Sohn des Königs Widowuto, der das Land zwischen Skara (Pregel), Boiko und Curtono erhielt. Er baute sich eine Feste, die er Staymto nannte.

## Sprachdenkmäler
Im nördlichen Ostpreußen bildete sich durch die Flüchtlinge aus Samogitien und Litauen ein eigener Dialekt heraus, das sogenannte Preußisch-Litauisch. Der nadrauische Dialekt soll dem prußischen am nächsten sein.

### Vaterunser im Insterburgischen Dialekt (nach Prediger Hennig)
- Tewe musu, kurs essi Danguje,
- Buk szwenczamas Wardas tawo,
- Ateik tawo Karalijste;
- Buk tawo Walle kaip Daguje, taip ir an Zemes;
- Duna musu dieniszka duk mums ir sze Diena;
- Atleisk mums musu Kaltes, kaip mes atoeidzjam sawo Kaltiems;
- Ne wesk mus Pagundima;
- Bet gelbek mus nu Pikto.

### Vaterunser im nadrauischen Dialekt (nach Simon Prätorius)
- Tiewe musu, kursa tu essi Debsissa,
- Szwints tiest taws Wards;
- Akeik mums twa Walstybe;
- Tawas Praats buk kaip Debbesissa taibant wirszu Sjemes;
- Musu dieniszka May e duk mums ir szen Dienan;
- Atmesk mums musu Griekus, kaip mes pammetam musi Pardokonteimus;
- Ne te wedde mus Baidykle;
- Bet te passarge mus mi wissa Louna (Pikta)